# Camptoplites tricornis
Camptoplites tricornis är en mossdjursart som först beskrevs av Campbell Easter Waters 1904.  Camptoplites tricornis ingår i släktet Camptoplites och familjen Bugulidae. Inga underarter finns listade i Catalogue of Life.